# Meagan Best
Pour les articles homonymes, voir Best.
Meagan Best, née le 26 avril 2002 à Bridgetown, est une joueuse de squash représentant la Barbade. Elle atteint en janvier 2018 la 208e place mondiale sur le circuit international, son meilleur classement. Elle est championne de la Barbade à 4 reprises consécutives entre 2016 et 2019 et championne des Caraïbes en 2016 et 2017.

## Biographie
Elle commence à jouer au squash dès sa plus jeune enfance. Elle s'essaye ensuite au tennis et au cricket pour finalement choisir le squash. En 2017, elle devient la première joueuse des Caraïbes à remporter l'US Open junior. Elle est porte-drapeau de son pays aux Jeux du Commonwealth de 2018. Elle étudie à l'université de Virginie et joue en squash universitaire.

## Palmarès

### Titres
- Championnats des Caraïbes: 2 titres (2016, 2017)
- Championnats de la Barbade : 4 titres(2016-2019)

### Finales
- Championnats des Caraïbes: 2019